# Пивъю
Пивъю (устар. Пив-Ю) — река в России, протекает по Усть-Куломскому району Республики Коми, левый приток Прупта.
От истока долгое время течёт в восточном направлении, однако ниже бывшей деревни Андреевка резко поворачивает на юг, сохраняя это направление до самого устья, находящегося в 101 км по левому берегу реки Прупт. Протекает по лесистым, ненаселённым местам, низовья заболочены. Высота истока — выше 163 м над уровнем моря. Высота устья — ниже 126 м над уровнем моря.
Длина реки составляет 106 км, площадь водосборного бассейна — 751 км².

## Притоки
Притоки перечислены по порядку от устья к истоку.
- 10 км: Ягаёль (лв)
- 37 км: Косъёль (лв)
- 38 км: Ыджыдъёль (лв)
- 49 км: Пукода (лв)
- 63 км: Старая Пивъю (пр)
- 88 км: Вамлэзъёль (лв)

## Данные водного реестра
По данным государственного водного реестра России относится к Двинско-Печорскому бассейновому округу, водохозяйственный участок реки — Вычегда от истока до города Сыктывкар, речной подбассейн реки — Вычегда. Речной бассейн реки — Северная Двина.
Код объекта в государственном водном реестре — 03020200112103000015722.